# Teresa Wright
Muriel Teresa Wright (* 27. Oktober 1918 in New York City, New York; † 6. März 2005 in New Haven, Connecticut) war eine US-amerikanische Schauspielerin. Sie gewann 1943 den Oscar als Beste Nebendarstellerin für ihre Rolle in Mrs. Miniver; weitere Erfolge hatte sie mit Im Schatten des Zweifels und Die besten Jahre unseres Lebens.

## Werdegang
Wright wuchs im New Yorker Stadtviertel Harlem auf. Schon während ihrer Schulzeit trat sie in Theaterstücken auf. 1937/1938 sammelte sie erste Bühnenerfahrung am Wharf Theatre in Provincetown  in Massachusetts. 1938 debütierte sie in New York und war danach mit Thornton Wilders Unsere kleine Stadt auf Tournee. Einen weiteren großen Erfolg hatte sie mit dem Stück Unser Leben mit Vater am Broadway.
Zu Beginn der 1940er-Jahre fiel sie bei einer Broadway-Aufführung dem Filmproduzenten Samuel Goldwyn auf, der sie unter Vertrag nahm und sie nach Hollywood holte. Ihre Darstellung als Tochter von Bette Davis in Goldwyns Film Die kleinen Füchse war so erfolgreich, dass Regisseur William Wyler sie als „die vielversprechendste junge Schauspielerin Amerikas“ bezeichnete. Auch andere Regisseure äußerten sich positiv über Wright, so verehrte Alfred Hitchcock ihre Professionalität und die genauen Rollenvorbereitungen.
Bereits Die kleinen Füchse brachte Wright eine Oscar-Nominierung als Beste Nebendarstellerin. Im folgenden Jahr konnte sie dann den Preis für ihre Nebenrolle in William Wylers Kriegsdrama Mrs. Miniver gewinnen. Der Film wurde erklärtermaßen als Propagandafilm angelegt, er sollte den Amerikanern die Notwendigkeit des Kriegseintritts der USA an der Seite des Vereinigten Königreichs gegen Nazi-Deutschland nahelegen. Wright verkörperte dabei eine junge Ehefrau, die im Finale des Films durch einen Bombenangriff stirbt. Ebenfalls 1942 spielte sie die Frau des von Gary Cooper dargestellten Baseballstars Lou Gehrig in der Filmbiografie Der große Wurf, was ihr zusätzlich noch eine Oscar-Nominierung als Beste Hauptdarstellerin auf derselben Oscarverleihung einbrachte.
Im folgenden Jahr konnte sie mit der Hauptrolle in Hitchcocks Im Schatten des Zweifels einen weiteren Erfolg verzeichnen. In diesem Film muss ihre Figur entdecken, dass es sich bei ihrem geliebten Onkel um einen gefährlichen Mörder handelt. 1946 spielte sie in dem mit sieben Oscars ausgezeichneten Kriegsheimkehrer-Drama Die besten Jahre unseres Lebens von William Wyler eine große Rolle als Filmtochter von Fredric March und Myrna Loy. Ebenfalls nennenswert aus dieser Zeit waren ihre Rollen in der Komödie So ein Papa (1944) neben Gary Cooper, in dem düsteren Western Verfolgt (1947) an der Seite von Robert Mitchum und in dem Filmdrama Die Männer (1950) mit Marlon Brando.
Teresa Wright wurde von Kritikern dafür geschätzt, oftmals wenig außergewöhnlichen Rollen als All-American Girl noch Tiefe und Natürlichkeit zu verleihen. Sie lehnte das damals in Hollywood herrschende Studiosystem mit den Studioverträgen für Schauspieler ab, was bereits Ende der 1940er-Jahre zum Bruch mit ihrem Förderer und Chef Samuel Goldwyn führte. Ohne festen Studiovertrag musste sie sich trotz Kritikerlobes in den 1950er-Jahren häufiger mit zweitklassigen Filmprojekten begnügen. Im Verlauf dieses Jahrzehnts spielte sie noch Hauptrollen in einigen Filmen, die allerdings im Allgemeinen deutlich weniger erfolgreich als ihre Produktionen im Jahrzehnt zuvor waren.
Seit Ende der 1950er-Jahre war Wright vor allem in Fernsehrollen und Theaterproduktionen zu sehen. Am Broadway war sie an einigen erfolgreichen Produktionen beteiligt, darunter Arthur Millers Tod eines Handlungsreisenden. In späteren Jahren wirkte Wright auch gelegentlich wieder in Kinofilmen mit, darunter in dem Liebesdrama Ein tödlicher Traum (1980) an der Seite von Christopher Reeve. Im Fernsehen übernahm sie Gastrollen in Serien wie Love Boat, Mord ist ihr Hobby und Picket Fences – Tatort Gartenzaun. Ihre letzte Filmrolle spielte sie 1997 in Francis Ford Coppolas Verfilmung des Grisham-Romans Der Regenmacher als Miss Birdie, die schrullige Vermieterin von Matt Damons Hauptfigur.
Wright war zweimal verheiratet: von 1942 bis 1952 mit dem Autor Niven Busch, mit dem sie zwei Kinder hat, und von 1959 bis 1978 mit dem Schriftsteller Robert Anderson. Beide Ehen wurden geschieden. Teresa Wright starb im März 2005 im Alter von 86 Jahren an den Folgen eines Herzinfarktes.

## Filmografie (Auswahl)
- 1941: Die kleinen Füchse (The Little Foxes)
- 1942: Mrs. Miniver
- 1942: Der große Wurf (The Pride of the Yankees)
- 1943: Im Schatten des Zweifels (Shadow of a Doubt)
- 1944: So ein Papa (Casanova Brown)
- 1946: Die besten Jahre unseres Lebens (The Best Years of Our Lives)
- 1946: The Imperfect Lady
- 1947: Verfolgt (Pursued)
- 1947: The Trouble with Women
- 1948: Betrogene Jugend (Enchantment)
- 1950: The Capture
- 1950: Die Männer (The Men)
- 1952: Wofür das Leben sich lohnt (Something to Live For)
- 1952: Kalifornien in Flammen (California Conquest)
- 1952: Die Stahlfalle (The Steel Trap)
- 1953: Die Nacht vor dem Galgen (Count the Hours)
- 1953: Theaterfieber (The Actress)
- 1954: Spur in den Bergen (Track of the Cat)
- 1956: The Search for Bridey Murphy
- 1957: Verschollen in Japan (Escapade in Japan)
- 1958: Zu jung (The Restless Years)
- 1964: Bonanza (Fernsehserie, Folge 5x16 Mein Sohn ist kein Mörder)
- 1964: The Alfred Hitchcock Hour (Fernsehserie, 2 Folgen)
- 1964/1965: Preston & Preston (The Defenders, Fernsehserie, 2 Folgen)
- 1967: The Desperate Hours (Fernsehfilm)
- 1969: Lancer (Fernsehserie, Folge 1x16)
- 1969: Hail, Hero!
- 1969: Happy End für eine Ehe (The Happy Ending)
- 1973: Owen Marshall – Strafverteidiger (Owen Marshall, Fernsehserie, Folge 3x06)
- 1974: Hawkins (Fernsehserie, Folge 1x06)
- 1974: Fahrstuhl des Schreckens (The Elevator, Fernsehfilm)
- 1976: Die Flut bricht los (Flood, Fernsehfilm)
- 1977: Der Tanzpalast (Roseland)
- 1980: Ein tödlicher Traum (Somewhere in Time)
- 1982: Love Boat (The Love Boat, Fernsehserie, Folge 6x13)
- 1983: Bill: On His Own (Fernsehfilm)
- 1988: Der Preis der Gefühle (The Good Mother)
- 1988: Mord ist ihr Hobby (Murder, She Wrote, Fernsehserie, Folge 5x03)
- 1990: Perry Mason und der falsche Tote (Perry Mason: The Case of the Desperate Deception, Fernsehfilm)
- 1996: Picket Fences – Tatort Gartenzaun (Picket Fences, Fernsehserie, Folge 4x13)
- 1997: Der Regenmacher (The Rainmaker)

## Auszeichnungen
- Academy Awards 1942
  - Beste Nebendarstellerin (Die kleinen Füchse) (Nominierung)
- Academy Awards 1943
  - Beste Nebendarstellerin (Mrs. Miniver)

weitere Nominierung
- - Beste Hauptdarstellerin (Der große Wurf)

- Emmy Awards 1958
  - Best Single Performance - Lead or Support (Playhouse 90)
- Emmy Awards 1958
  - Outstanding Guest Actress in a Drama Series (Dolphin Cove)

- Hollywood Walk of Fame
  - Kategorie Film
  - Kategorie Fernsehen